# Ешмуназар II

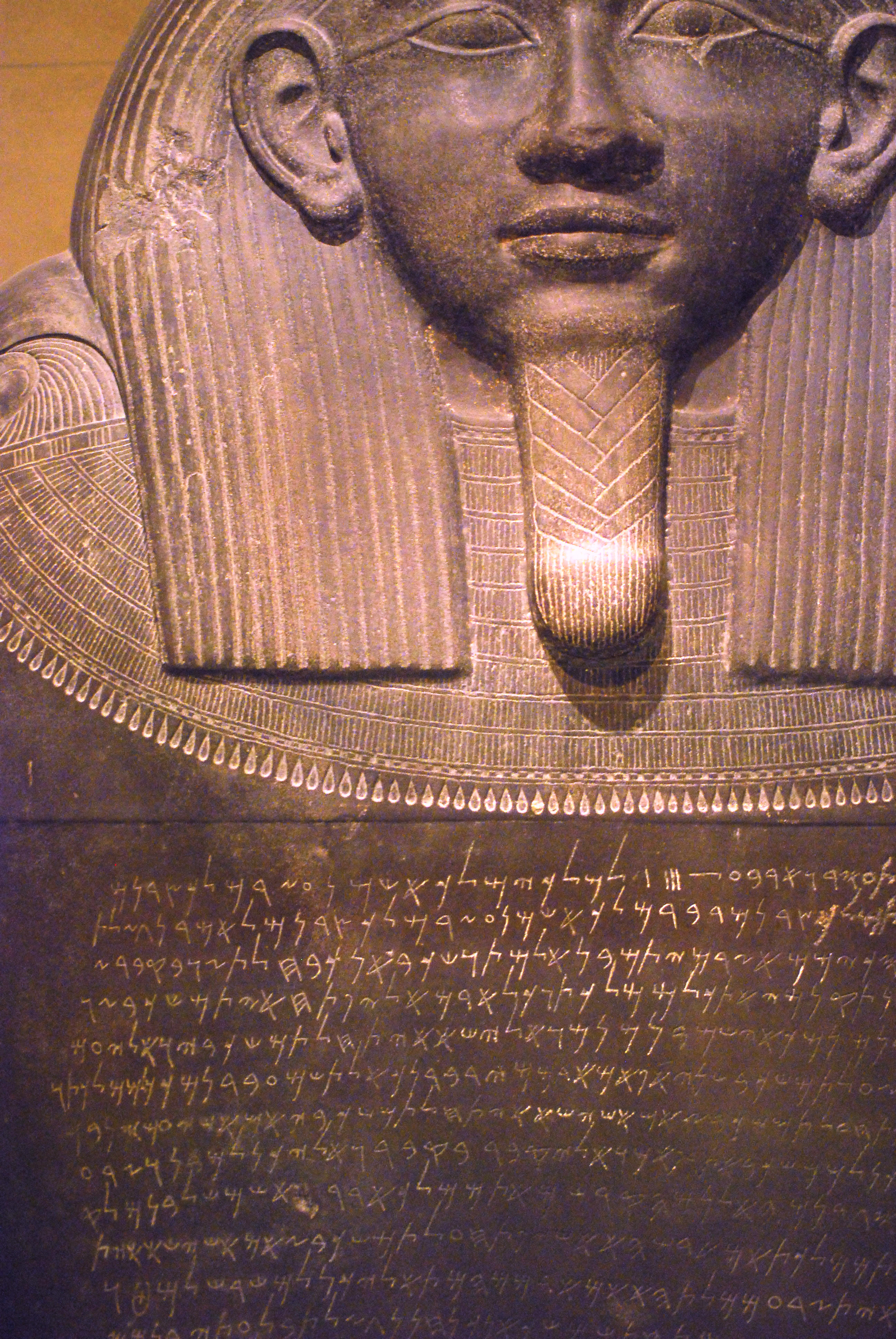
Саркофаг Ешмуназара II (Лувр)

Ешмуназар II (фінік. , дав.-гр. Ἀνύσος) — цар фінікійського міста Сідон у 475— 461 рр. до н. е., син Табніта.
Народився вже після смерті батька, і був проголошений володарем в дитячому віці. Від імені царя правила його мати, жриця Астарти Емашторет (зведена сестра Табніта). Сам Ешмуназар II, на відміну від батька та діда, жерцем не став — за віком, або ж не бачив у цьому необхідності.
За правління Ешмуназара II сідонці брали активну участь у бойових діях на боці персів, зокрема і при Еврімедонті. Емашторет підтримала Артаксеркса I і під час боротьби за зміцнення його влади всередині перської держави. На знак вдячності той передав сідонському царю Дор, Яффу і частину Шаронської рівнини. Це дозволило місту вперше в історії перетворитися на виробника і навіть експортера сільськогосподарської продукції, і цим компенсувати втрати від згортання міжнародної торгівлі внаслідок тривалих греко-перських війн. Чималі доходи дозволили розпочати перебудову храму Ешмуна за перським зразком. В Сідоні були також зведені храми Астарти і Баала.
Спадкував йому стриєчний брат Бодаштарт.